# مكبس كعيكات
مكبس الكعيكات أو المعجنات أو البسكويت أو هو جهاز لصنع البسكويت المضغوط، مثل المعجنات المكبوسة. يتكون من أسطوانة مزودة بمكبس في أحد طرفيها، يُستخدم لضغط العجينة عبر ثقب صغير في الطرف الآخر. عادةً ما تحتوي على ألواح مثقبة بَدُولة (أي قابلة للتديل) بأشكال مختلفة، مثل شكل نجمة أو شق ضيق، لضغط العجين شرائطًا.